# Online Safety Act 2023

L'Online Safety Act 2023 (en français : loi sur la sécurité en ligne de 2023) est une loi du Parlement du Royaume-Uni visant à réglementer les contenus en ligne (en). Elle est adoptée le 26 octobre 2023 et confère au secrétaire d'État compétent le pouvoir de désigner, de supprimer et d'enregistrer un large éventail de contenus en ligne jugés « illégaux » ou « préjudiciables aux enfants »,,,,.
La loi crée un nouveau devoir de vigilance pour les plateformes en ligne, les obligeant à prendre des mesures contre les contenus illégaux ou les contenus légaux qui pourraient être « préjudiciables » aux enfants lorsque ceux-ci sont susceptibles d'y avoir accès. Les plateformes qui manquent à cette obligation s'exposent à des amendes pouvant atteindre 18 millions de livres sterling ou 10 % de leur chiffre d'affaires annuel, le montant le plus élevé étant retenu. Elle habilite également l'Ofcom à bloquer l'accès à certains sites web. Elle oblige les grandes plateformes de réseaux sociaux à ne pas supprimer et à préserver l'accès aux contenus journalistiques ou « importants pour la démocratie », tels que les commentaires des utilisateurs sur les partis politiques et les questions politiques.
La loi exige également que les plateformes, y compris les messageries cryptées de bout en bout, recherchent la pédopornographie, malgré les avertissements des experts selon lesquels il n'est pas possible de mettre en place un tel mécanisme de recherche sans porter atteinte à la vie privée des utilisateurs. Le gouvernement déclare qu'il n'a pas l'intention d'appliquer cette disposition de la loi tant qu'elle ne sera pas « techniquement réalisable ». La loi oblige également les plateformes technologiques à mettre en place des systèmes permettant aux utilisateurs de mieux filtrer les contenus « préjudiciables » qu'ils ne souhaitent pas voir,
.
La loi confère des pouvoirs étendus et très controversés au secrétaire d'État compétent, lui permettant d'intervenir directement dans les activités de l'Ofcom, y compris le pouvoir de dicter le contenu de ses « codes de pratique ». Les détracteurs affirment que cela représente une centralisation dangereuse du pouvoir qui compromet l'indépendance supposée de l'Ofcom et ouvre la voie à un contrôle gouvernemental sur les discours en ligne. Ces pouvoirs, qui peuvent être exercés avec un minimum de contrôle et sous le vague prétexte d'une situation d'urgence, ont été qualifiés d'autoritaires et de dystopiques. La législation suscite de vives réactions tant au Royaume-Uni qu'à l'étranger de la part de politiciens, d'universitaires, de journalistes et d'organisations de défense des droits de l'homme, qui avertissent qu'elle constitue une grave menace pour le droit au respect de la vie privée et la liberté d'expression.